# Битва при Кольдинге (1658)
Битва при Кольдинге или Осада Кольдинга (польск. Oblężenie Koldyngi) — одно из сражений Северной войны 1655—1660 годов, состоявшееся 23-25 декабря 1658 года между польскими и шведскими войсками.
Войска Речи Посполитой под командованием Стефана Чарнецкого после захвата острова Альс переправились на полуостров Ютландия, где совместно с войсками Священной Римской империи осадили Кольдинг, в котором размещался небольшой шведский гарнизон.
Первую атаку Чарнецкий провёл 23 декабря. Воспользовавшись утренним туманом, его солдаты подобрались прямо к защитному валу. Чтобы защититься от вражеского огня, они несли с собой вязанки соломы. Однако, когда они начали взбираться на укрепления, их обнаружил один из защитников и поднял тревогу. Шведы отбили и первую, и вторую атаку. Когда Чарнецкий предложил гарнизону капитулировать, то получил отказ.
25 декабря был произведён третий штурм. атакующим удалось ворваться в замок. Дело дошло до боёв в комнатах и дворе замка. Одному из драгунов удалось пробиться до порохового склада, и он поджёг его: взрывом была уничтожена часть замка. Вскоре шведское сопротивление было подавлено.
После взятия Кольдинга войска расположились на зимние квартиры. Шведы пытались отбить город, но их десант был отражён войсками Чарнецкого.